# دانیل هوخهاوزر
دانیل هوخهاوزر (انگلیسی: Daniel Hochhauser؛ زادهٔ ۱۸ ژوئیهٔ ۱۹۵۷) سرطان‌شناس بالینی بریتانیایی و استاد این رشته در کالج دانشگاهی لندن است.

## زندگی اولیه
دانیل هوخهاوزر در ۱۸ ژوئیه ۱۹۵۷ به دنیا آمد و فرزند لیلیان و ویکتور هوخهاوزر دو نفر از برنامه‌ریزان و مدیران موسیقی و اپرا بود. او همچنین نسل‌سوم مستقیم دانشمند برجسته یهودی، موزس سوفر است.
او در سال ۱۹۷۹ مدرک کارشناسی خود را از دانشگاه کمبریج دریافت کرد، در سال ۱۹۸۳ مدرک کارشناسی پزشکی و جراحی از «دانشکده پزشکی دانشگاه رویال فری» دریافت کرد، در سال ۱۹۸۶ مدرک MRCP از کالج سلطنتی پزشکان گرفت و در سال ۱۹۹۳ دکتری فلسفه را از دانشگاه آکسفورد کسب کرد.

## حرفه
هوخهاوزر دوره تخصصی خود را در مرکز سرطان مموریال اسلون–کترینگ در نیویورک گذراند و در آنجا به عنوان پژوهشگر پزشکی سرطان فعالیت می‌کرد، پیش از آنکه در سال ۱۹۹۶ به عنوان مشاور منصوب شود.
او یکی از نویسندگان کتاب سرطان و مدیریت درمانی آن است.